# Microwave (ban nhạc)
Microwave (đôi khi được viết là MW) là một ban nhạc rock người Việt Nam được thành lập ở thành phố Hồ Chí Minh vào năm 2001. Sau khi gây đột phá với album Lối thoát (mà đặc biệt là ca khúc "Tìm lại") vào năm 2005, Microwave đã trở thành một trong những ban nhạc rock nổi tiếng nhất Việt Nam, được mệnh danh là "ban nhạc rock dễ nghe nhất 2008". Năm 2009, nhóm phát hành album Thời gian với phong cách chuyển từ nu metal sang modern rock. Nhờ album này mà họ đạt được một số giải thưởng như Bài hát Việt hay giải Mai Vàng. Năm 2015, Microwave phát hành album có nhan đề 10, tức kỷ niệm 10 năm kể từ khi họ ra mắt album đầu tay. Ban nhạc từng tham gia nhiều mùa thuộc chuỗi chương trình Rock Storm, nhạc hội từ thiên Rock 'n Share và nhạc hội V–Rock (2019).

## Lịch sử hoạt động

### 2001–2009: Thành lập,Lối thoátvàThời gian
Cao Minh Trung và Trác Ngọc Lĩnh là 2 thành viên của nhóm Weekend Together. Sau khi nhóm tan rã, Trung là người đầu tiên có ý tưởng về Microwave, anh gặp Tùng trong một cuộc thi ban nhạc Sinh viên ở Hà Nội, rồi Microwave được thành lập vào tháng 7 năm 2001. Microwave phát hành album đầu tay mang tên Lối thoát vào ngày 24 tháng 12 năm 2005. Album được Microwave tự sáng tác, thu âm và sản xuất. Nhóm cũng cho ra đời website chính thức của Microwave mang tên microwave5.com.
Ngày 11 tháng 3 năm 2006, Microwave đã tham dự chương trình "Đêm Sài Gòn Rock" được tổ chức tại Nhà thi đấu Phan Đình Phùng, thành phố Hồ Chí Minh cùng sự tham gia biểu diễn của Bức Tường, Da Vàng, Rock Alpha và Atmosphere. Ca khúc "Tìm lại" đã trở thành một trong những bài hát được yêu thích nhất của năm 2006 và đặc biệt là trên sóng âm nhạc Xone FM VOV3. Mùa hè 2007, ca khúc này đã thống trị các chương trình ca nhạc trên các sóng phát thanh Việt Nam. "Tìm lại" cũng đã đạt đến vị trí quán quân trên bảng xếp hạng âm nhạc VN10 của kênh âm nhạc Xone FM. Ca khúc nhanh chóng trở thành bài hit trong làng rock Việt, góp phần tạo dựng tên tuổi cho ban nhạc. Ngày 12 tháng 5 năm 2007, Microwave tham gia buổi nhạc rock giao hữu với ca sĩ rock người Ý Piero Pelù tại Triển lãm Giảng Võ, Hà Nội.

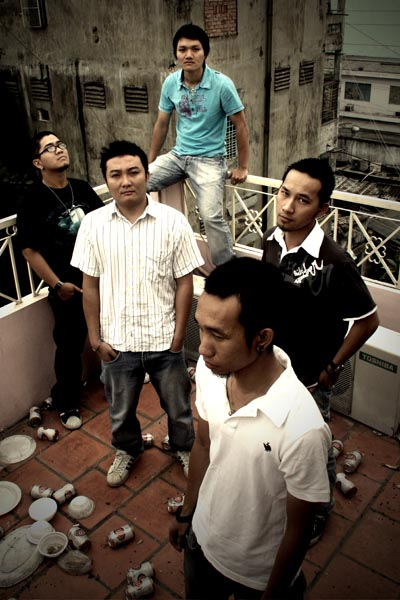
Microwave vào năm 2007

Năm 2008, nhóm tiếp tục tham gia tour diễn Rock Storm 2009 do MobiFone lần đầu tiên tổ chức.  Ngày 5 tháng 12 năm 2009, ban nhạc tham gia trình diễn tại sân vận động Hàng Đẫy, Hà Nội, nằm trong khuôn khổ chương trình Rock Storm: Sự trở lại. Ngày 13 tháng 9 năm 2009, Microwave chính thức phát hành album thứ hai với tiêu đề Thời gian. So với album đầu tay mang đậm chất nu metal thì ở album thứ hai, Microwave đã chọn modern rock để tự do thể hiện cái tôi trong âm nhạc.
Sau khi phát hành album Thời gian, Microwave trở thành nghệ sĩ đầu tiên có 2 ca khúc tham gia chương trình Bài hát Việt do VTV3 tổ chức với "Chỉ là giấc mơ" và "Hạt cát" vào tháng 10 năm 2009. "Chỉ là giấc mơ" đã đoạt giải bài hát được yêu thích nhất do khán giả bình chọn còn "Bâng Khuâng" nhận giải bài hát của tháng do hội đồng nghệ thuật bình chọn. Tháng 12 năm 2009, Microwave được nhận một trong bốn đề cử trong hạng mục nhóm nhạc của giải Mai vàng. Thời gian đã đoạt giải Album Vàng tháng 1 năm 2010 do hội đồng nghệ thuật bình chọn. Ban nhạc còn được mời đến biểu diễn tại lễ trao giải Mai vàng do báo Người Lao Động tổ chức tại Nhà hát Hòa Bình, thành phố Hồ Chí Minh vào ngày 23 tháng 1 năm 2010.

### 2010–2018: Rock Storm và10
Ngày 5 tháng 1 năm 2013, Microwave có mặt để biểu diễn tại sân vận động Tự Do, Huế, nằm trong chuỗi chương trình Rock Storm 2012. Ngày 14 tháng 9 năm 2013, Microwave tham gia liveshow "Thổi bùng đam mê" cùng các ban nhạc như Bụi Gió, UnlimiteD, các nghệ sĩ Phạm Anh Khoa, Siu Black và Phương Thanh. Tháng 11 năm 2013, ban nhạc góp mặt trong đêm nhạc rock mang tên "Clear Men–Đêm Rock tâng bóng 24h" cùng với Black Infinity, Bụi Gió và UnlimiteD. Ngày 12 tháng 12 năm 2013, Microwave một lần nữa trình diễn tại sân vận động Tự Do, Huế trong khuôn khổ Rock Storm 2013. Ngày 19 tháng 4 năm 2014, Microwave biểu diễn tại đêm nhạc "Rock Heritage" tại sân khấu cung An Định, Huế. Ngày 13 tháng 12 năm 2014, ban nhạc trình diễn 10 ca khúc trước 10.000 khán giả Đà Nẵng, nằm trong chuỗi chương trình Rock Storm 7: "Hào khí Đông A". Ngày 1 tháng 1 năm 2015, ban nhạc tham gia đại nhạc hội Yamaha Countdown và thể hiện ca khúc "Tìm lại" cùng Trấn Thành tại Hà Nội.
Ngày 11 tháng 1 năm 2015, nhóm tiếp tục diễn tại Sân vận động Quốc gia Mỹ Đình, Hà Nội nằm trong chuỗi nhạc hội Rock Storm 7. Ngày 16 tháng 12 năm 2015, nhóm cho phát hành đĩa đơn "Phai" trích từ phòng thu thứ ba mang tên 10. Ngày 25 tháng 12 năm 2015, ban nhạc chính thức ra mắt 10. Tên album nhân dịp kỷ niệm 10 năm Microwave phát hành album đầu tay Lối thoát (2005). Để thực hiện album này, nhóm đã mời Chris Hesse (tay trống kiêm nhà sản xuất của ban nhạc Hoobastank và có 3 lần được đề cử giải Grammy) hợp tác và gửi bản thu đã ghi sang Mỹ để hoàn thiện phần âm thanh. Sau đó nhóm đã thực hiện tour diễn tại Đà Nẵng và Thành phố Hồ Chí Minh lần lượt vào các ngày 25 tháng 1 và 25 tháng 3 năm 2015. Ngày 15 tháng 7 năm 2017, Microwave cùng nhạc sĩ Lưu Thiên Hương, Đinh Halo và Đinh Hương đã biểu diễn trong một đêm nhạc rock mang tên "Phút giây huy hoàng" tại Trung tâm Hội nghị Quốc gia. Ngày 22 tháng 6 năm 2016, nhóm phát hành MV cho ca khúc "Quên". Tháng 3 năm 2018, ban nhạc kết hợp cùng Hoàng Touliver để sản xuất âm nhạc cho thiếu nhi. Ngày 13 tháng 5 năm 2018, nhóm tham gia nhạc hội từ thiện "Rock 'n' Share: Đừng sống giống như những hòn đá" diễn ra tại sân khấu 126, thành phố Hồ Chí Minh, bên cạnh Phương Thanh, Parasite và Hạc San.

### 2019–nay: Nhạc hội V–Rock và gameshowRock Việt
Ngày 12 tháng 1 năm 2019, ban nhạc tham nhạc nhạc hội V–Rock diễn tại sân vận động Bách Khoa, Hà Nội, do đài VTC tổ chức. Sau đó ban nhạc có mặt tại Đà Nẵng để trình diễn ở sum–up Đà Nẵng với chủ đề "20 năm FSOFT – Sứ mệnh tiên phong" diễn ra vào tối ngày 21 tháng 1. Ngày 19 tháng 6 năm 2019, ban nhạc tiếp tục nhận lời tham gia chương trình nhạc từ thiện "Rock 'n share" lần thứ 4 diễn ra tại sân vận động Hoa Lư, thành phố Hồ Chí Minh. Ngày 17 tháng 8 năm 2019, Microwave tham gia đêm nhạc mang tên "Yeah1 Weekend Box – Rock Heat" diễn ra tại Quảng trường Đông Kinh Nghĩa Thục, Hà Nội. Tháng 12 năm 2019, ban nhạc nhận lời tham dự trình diễn tại nhạc hội FPT Rockfest diễn ra tại sân công trường tòa nhà FPT tại Hà Nội, thu hút tới 3000 khán giả.
Ngày 24 tháng 10 năm 2020, Microwave có mặt tại Bình Thuận để biểu diễn chào mừng kỷ niệm 25 năm Ngày Du lịch Bình Thuận. Tháng 9 năm 2021, ban nhạc phát hành ca khúc mới mang tên "Tầm cao". Từ cuối năm 2021 đến đầu năm 2022, ca sĩ Đinh Tuấn Khanh (đại diện cho Microwave) đã nhận lời làm huấn luyện viên của gameshow Rock Việt do đài HTV tổ chức. Anh tham gia làm huấn luyện cùng các ca sĩ Phương Thanh, Phạm Anh Khoa, Siu Black, nghệ sĩ guitar Trần Tuấn Hùng (thủ lĩnh Bức Tường) và Đỗ Hoàng Hiệp (Ngũ Cung). Ngày 1 tháng 4 năm 2022, Microwave tham gia trình diễn với tư cách khách mời tại đêm chung kết của gameshow Rock Việt do đài HTV tổ chức; ban nhạc thể hiện ca khúc "Phai". Ngày 13 tháng 5 năm 2022, ban nhạc một lần nữa tham dự đêm nhạc "Rock 'n share" mang tên 'Tái sinh' diễn ra tại sân vận động Phú Thọ, thành phố Hồ Chí Minh. Ngày 28 tháng 5 năm 2022, Microwave có mặt để biểu diễn tại nhạc hội mang tên "Ride2rock – Rock hit 2022" tại thành phố Thanh Hóa. Ngày 18 và 19 tháng 2 năm 2023, Microwave nhận lời tham dự trình diễn tại chương trình ca nhạc kết hợp mô tô phân khối lớn mang tên "Bigbike Mania Vũng Tàu" do Sở du lịch tỉnh Bà Rịa – Vũng Tàu và Honda Việt Nam phối hợp tổ chức. Ngày 20 tháng 6, Microwave phát hành bài hát "Giấc mơ 20" nhân kỷ niệm 2 thập niên làm nghề của ban nhạc.

## Phong cách âm nhạc và di sản
Âm nhạc của Microwave chủ yếu được phân vào thể loại alternative rock và nu metal. Ban nhạc chịu ảnh hưởng lớn bởi các nghệ sĩ chơi dòng nu metal như Linkin Park, Limp Bizkit, Korn và Godsmack. Microwave được xem là một trong những đại diện tiêu biểu của nhạc rock tại Việt Nam vào thời điểm dòng nhạc này thịnh hành ở nước này từ thập niên 1990 đến thập niên 2000. Nhóm được xem là ban nhạc đầu tiên ở Việt làm album phòng thu theo dòng nu metal và là cái tên nổi bật của dòng nhạc này tại Việt Nam. Microwave từng được trang MTV Việt Nam chọn ở vị trí số 3 trong danh sách "Top 10 ban nhạc rock nổi tiếng Việt Nam".
Cây viết Nguyễn Mạnh Hà của báo Tiền phong bình luận về album Lối thoát: "Nội dung thường về tâm trạng của người trẻ trong xã hội nói chung và người trẻ chơi nhạc rock nói riêng. Những trục trặc trong ban nhạc cũng được đưa vào bài hát. Giai điệu có vẻ ngày càng ngọt ngào trong phong cách nu metal sinh động nên nhạc Microwave dễ thuộc dễ hát." Báo VTC News đặc biệt ấn tượng với ca khúc "Tìm lại": "Ca khúc luôn tạo nên những cảm xúc khó tả khi được biểu diễn, từ khán giả cho đến ban nhạc. Với nhịp và giai điệu sôi động, lời ca gãy gọn dễ hiểu, 'Tìm lại' đã trở thành 1 ca khúc quen thuộc của của nhiều rock fan Việt trong các dịp lễ hội." Ở album Thời gian, nhóm đã thay đổi từ phong cách từ nu metal sang thể loại modern rock; theo cây viết Hoàng Lân của báo Hà Nội Mới, đây là cách để nhóm "tự do thể hiện cái tôi trong âm nhạc. Microwave muốn hướng người nghe chú tâm vào giai điệu, vốn hay bị quên lãng trong các ca khúc rock Việt. Ý đồ đó được thể hiện rõ nét qua những lời hát chan chứa tình cảm ẩn trong giai điệu mềm mại của 'Chỉ là giấc mơ', 'Người mẹ'... Nhưng khi cần, Microwave vẫn thêm vào những đoạn riff tràn đầy sinh lực trong 'Chuyến xe đêm', 'Liar'..."
Nhận xét về album 10, cây viết Hà Nguyên Anh của báo Công An Nhân Dân nhận xét: "Chủ trương mềm mại hơn, đằm thắm hơn ở album này cũng không hề làm nhạt đi chất rock trong các sáng tác mới mà nó chỉ cho thấy sự trưởng thành hơn của họ. Thay vì những tuyên ngôn và phá phách hơi có phần cứng nhắc mà nhiều nhóm rock đang mắc phải như một lối mòn, Microwave trở nên gần gũi với đời sống hơn, như thể những tự sự của mỗi thành viên thông qua những bản ballad có giai điệu rất đẹp." Ca sĩ Trần Lập (thủ lĩnh ban nhạc Bức Tường) cũng dành lời khen cho 10: "Tôi là một trong số ít người được Microwave tin tưởng cho nghe album trước lúc phát hành. Tôi thấy đây là một album rất hiện đại. Nó không chỉ đơn thuần là có những bản rock mà còn đón đầu xu hướng âm nhạc như EDM. Cách sử dụng tiết tấu, phách nhịp... khiến cả người không thích nhạc rock cũng có thể thưởng thức và lắc lư theo giai điệu".

## Thành tựu

### Giải thưởng
| Năm  | Giải thưởng            | Các đề cử        | Hạng mục                             | Kết quả   | Nguồn                |
| ---- | ---------------------- | ---------------- | ------------------------------------ | --------- | -------------------- |
| 2009 | Bài hát Việt           | "Chỉ là giấc mơ" | Bài hát được yêu thích nhất tháng 10 | Đoạt giải | [ 16 ]               |
| 2009 | Bài hát Việt           | "Bâng khuâng"    | Bài hát hay nhất tháng 10            | Đoạt giải | [ 16 ]               |
| 2009 | Giải Mai vàng          | Microwave        | Nhóm nhạc hay nhất                   | Đề cử     | [ 17 ]               |
| 2010 | Album Vàng - lần thứ 4 | Thời gian        | Album hay nhất tháng 1               | Đoạt giải | [ 13 ] [ 18 ] [ 19 ] |

### Các danh hiệu khác
| Danh hiệu                                    | Tổ chức trao tặng       | Nguồn  |
| -------------------------------------------- | ----------------------- | ------ |
| Ban nhạc rock dễ nghe nhất 2008              | Tiền phong              | [ 1 ]  |
| Top 10 ban nhạc rock nổi tiếng Việt Nam (#3) | MTV Việt Nam            | [ 59 ] |
| Ban nhạc của năm 2008                        | Đại học Quốc gia Hà Nội | [ 62 ] |

## Thành viên

### Hiện tại
- Đinh Tuấn Khanh[48][49] – hát chính (2001–2003, 2005–nay)
- Trần Ngọc Tùng[55][63] – guitar (2002–nay)
- Phan Anh Tuấn[55] – bass (2003–nay)
- Cao Minh Trung[55] – trống (2001–nay)

### Thành viên cũ
- Nguyễn Công Hải[64] – Vocal (2001–2005)
- Lâm Quang Thuấn – Keyboard (2002–2003)
- Nguyễn Đức Huy – Bass (2002–2003)
- Tôn Thất Long –
- Trác Ngọc Lĩnh[65] – Guitar (2001–2011)

## Danh sách đĩa nhạc
Album phòng thu
- Lối thoát (2005)
- Thời gian (2009)
- 10 (2015)